# Vilhelm (biskop i Roskilde)
Vilhelm, (død 8. maj 1073 el. 10. maj 1074) var biskop af Roskilde. Han var oprindelig kannik hos ærkebiskop Adalbert af Hamborg-Bremen og blev af ham indviet til biskop i Roskilde i 1060.
Mellem Vilhelm og kong Svend Estridsen udviklede der sig ifølge Saxo et venskab, der af samme grund er blevet berømt i Danmarkshistorien, og fra Estrid modtog Roskilde Domkirke en meget stor jordegodsgave, der stadfæstedes af Svend. Venskabet kan skyldes, at Vilhelm støttede kongen i dennes forsøg på at løsrive Norden fra ærkestiftet Hamborg-Bremen.
I sin bispeby påbegyndte Vilhelm en anselig stenkirke, der skulle afløse Harald Blåtands trækirke; men først under hans efterfølger Svend Nordmand blev den færdig. Den roskildske overlevering mindedes Vilhelm som en fremragende og myndig kirkehøvding: Stærk og kjæk, heftig af sind, ved sin legemlige og åndelige Kraft i stand til at kue de mægtige og skånselsløs, når han blev vred, som det hedder i den gamle krønike.
Senere opstod den fortælling, at Vilhelm engang standsede kong Svend ved indgangen til kirken og tvang ham til ydmygende bod, fordi han havde ladet nogle mænd dræbe i selve helligdommen, og at venskabet mellem dem ikke des mindre var så inderligt, at Vilhelm ved budskabet om Svends død lod grave en grav til sig ved siden af graven til kongens lig, hvorpå han drog sørgetoget i møde og døde, da det nærmede sig.
Dette romantiske sagn er dog uforeneligt med de historiske kendsgerninger. Vilhelm døde nemlig ifølge Roskilde gavebog 8. maj 1073 (og iflg. andre kirkebogsopl. 10. maj 1074), altså før kong Svend, der også vides at have indsat hans efterfølger Svend Nordmand, og såvel fortællingens sene opkomst som kirkens daværende afhængighed af kongemagten gør Svend Estridsens ydmygelse ved kirkedøren meget usandsynlig; snarere har man her kun en genspejling af den gamle beretning om kejser Theodosius kirkebod for biskop Ambrosius af Milano.